# Ježovy (zámek)
Ježovy jsou tvrz přestavěná na zámek ve stejnojmenné obci v okrese Klatovy. Zámek byl postaven v první čtvrtině šestnáctého století, ale dochovaná podoba je výsledkem pozdně barokní přestavby ze sedmnáctého století. Zámecký areál je chráněn jako kulturní památka ČR.

## Historie
Starším panským sídlem v Ježovech byla gotická tvrz připomínaná poprvé roku 1518. Podle Augusta Sedláčka stávala v sousedství zámku na uměle navršeném pahorku, ale podle Památkového katalogu zámek vznikl jejími postupnými přestavbami, z nichž první proběhla po roce 1518. Tehdy nechal nový majitel panství, Mikuláš Nebílovský z Drahobuze, postavit novou renesanční tvrz obklopenou vodním příkopem.
Panství se za Nebílovských z Drahobuze rozrůstalo, a koncem šestnáctého století k němu patřily kromě Ježov také vesnice Trnčí, Slatina, Lučice a Černíkov s tamní tvrzí. V roce 1592 se o majetek dělili Smil a Vojtěch, synové Adama Nebílovského z Drahobuze, přičemž Ježovy s tvrzí a hospodářským dvorem připadly Smilovi. Poté vesnice přešla neznámým způsobem do držení Jana Kryštofa Račína z Račína, v jehož majetku byla uvedena roku 1615, kdy ji prodal Jindřichu Černínovi z Chudenic na Švihově. Jemu panství patřilo až do smrti v roce 1640, a spolu s dalším majetkem je zdědil Jan Maxmilián Černín. Dalším majitelem v roce 1663 stal Jan Heřman Černín, který starou tvrz přestavěl na barokní zámek. Dcery Jana Heřmana Černína musely zadlužené panství roku 1738 prodat. Kupcem se stal hrabě Ferdinand František Morzin, který Ježovy připojil k merklínskému panství. Hrabě nechal budovu upravit v pozdně barokním slohu, ale zámek poté sloužil jen jako obydlí správce a úředníků. Po roce 1945 začal zámeckou budovu využívat místní národní výbor.

## Stavební podoba
V roce 1592 je zmiňován vodní příkop, který tvrz obklopoval. Z roku 1640 se dochoval popis: „od kamene dobře vystavená a cihlami přikrytá, se všemi a všelijakými pokoji, tak jakž v svém zavření a obmezení od starodávna zůstávala.“
Zámek stojí na okraji hospodářského dvora severovýchodně od návsi. Jednopatrová zámecká budova se 7 × 4 okenními osami má obdélný půdorys a valbovou střechu. Před východním průčelím stojí polygonální věž s kaplí v prvním patře. Fasády jsou zdobené lizénovým rámováním a vlysem s obdélnými kartušovými obrazci, který odděluje obě patra. Okna jsou obklopená mělkými šambránami.
V přízemí se uprostřed nachází valenou klenbou zaklenutá vstupní síň. Je dlážděná šestibokými dlaždicemi a vede z ní vřetenové schodiště do prvního patra. Po stranách síně jsou vpravo dvě místnosti, zatímco levá strana je trojtrakt s valeně zaklenutou chodbou uprostřed. Ostatní místnosti v levé části přízemí mají valené nebo neckové klenby s výsečemi. Místnosti vpravo od síně jsou zaklenuté klášterní a křížovou klenbou. Ve druhé z nich se nachází valašský krb zdobený štuky a reliéfním erbem Černínů v nástavci s postranními volutami. V prvním patře převažují plochostropé místnosti, z nichž některé byly v novodobé historii rozděleny příčkami.
K památkově chráněnému areálu patří také cihlová ohradní zeď zahrady s pilířovou bránou, kašna a stáje se sedlovou střechou a čtyřmi vikýři. Vnější zdi budovy jsou členěné vpadlými segmentově klenutými výklenky s okny a uvnitř byly použity pruské klenby. K jižní straně zámecké budovy přiléhá bývalý park upravený na zahradu, kde stojí kašna přemístěná v roce 1977 od oselckého zámku.